# مدیریت دارایی سازمانی
مدیریت دارایی سازمانی (انگلیسی: Enterprise asset management) به مدیریت نگهداری از دارایی‌های فیزیکی یک سازمان، در دوران چرخه حیات هر یک از این دارایی‌ها اطلاق می‌شود. مدیریت دارایی سازمانی در راستای برنامه‌ریزی، بهینه‌سازی، اجرا و پیگیری فعالیت‌های نگهداری و با اولویت‌ها، مهارت‌ها، مواد، ابزار و اطلاعات سازمانی، مورد استفاده قرار می‌گیرد. مدیریت دارایی سازمانی مراحلی چون طراحی، ساخت، راه‌اندازی، عملیات، تعمیر و نگهداری، بروزرسانی یا جایگزینی کارخانه، تجهیزات و تأسیسات سازمانی را پوشش می‌دهد. این دارایی‌ها ممکن است دارایی‌های ثابت مانند ساختمان‌ها، کارخانه‌ها، ماشین‌آلات، یا دارایی‌های متحرک مانند وسایل نقلیه، کشتی‌ها و تجهیزات را دربر گیرد. مدیریت چرخه عمر دارایی‌های فیزیکی با ارزش، برای مدیریت نیازمند برنامه‌ریزی و اجرای دقیق می‌باشد.